# Sant Agrève
Sant Agreve (en francès Saint-Agrève) és un municipi francès situat al departament de l'Ardecha i a la regió d'Alvèrnia-Roine-Alps. L'any 2007 tenia 2.565 habitants.

## Demografia

### Població
El 2007 la població de fet de Saint-Agrève era de 2.565 persones. Hi havia 1.073 famílies de les quals 375 eren unipersonals (139 homes vivint sols i 236 dones vivint soles), 301 parelles sense fills, 313 parelles amb fills i 84 famílies monoparentals amb fills.
La població ha evolucionat segons el següent gràfic:
Habitants censats

### Habitatges
El 2007 hi havia 1.801 habitatges, 1.100 eren l'habitatge principal de la família, 513 eren segones residències i 188 estaven desocupats. 1.210 eren cases i 581 eren apartaments. Dels 1.100 habitatges principals, 693 estaven ocupats pels seus propietaris, 376 estaven llogats i ocupats pels llogaters i 31 estaven cedits a títol gratuït; 21 tenien una cambra, 126 en tenien dues, 233 en tenien tres, 277 en tenien quatre i 443 en tenien cinc o més. 629 habitatges disposaven pel capbaix d'una plaça de pàrquing. A 515 habitatges hi havia un automòbil i a 367 n'hi havia dos o més.

### Piràmide de població
La piràmide de població per edats i sexe el 2009 era:
| Homes | Edats   | Dones |
| ----- | ------- | ----- |
| 0     | 95 o +  | 8     |
| 0     | 90 a 94 | 24    |
| 24    | 85 a 89 | 56    |
| 4     | 80 a 84 | 48    |
| 36    | 75 a 79 | 64    |
| 72    | 70 a 74 | 76    |
| 100   | 65 a 69 | 92    |
| 76    | 60 a 64 | 64    |
| 56    | 55 a 59 | 44    |
| 100   | 50 a 54 | 112   |
| 52    | 45 a 49 | 88    |
| 112   | 40 a 44 | 88    |
| 100   | 35 a 39 | 96    |
| 76    | 30 a 34 | 80    |
| 76    | 25 a 29 | 80    |
| 68    | 20 a 24 | 64    |
| 96    | 15 a 19 | 88    |
| 116   | 10 a 14 | 64    |
| 72    | 5 a 9   | 76    |
| 56    | 0 a 4   | 56    |

## Economia
El 2007 la població en edat de treballar era de 1.539 persones, 1.122 eren actives i 417 eren inactives. De les 1.122 persones actives 1.038 estaven ocupades (579 homes i 459 dones) i 85 estaven aturades (34 homes i 51 dones). De les 417 persones inactives 144 estaven jubilades, 110 estaven estudiant i 163 estaven classificades com a «altres inactius».

### Ingressos
El 2009 a Saint-Agrève hi havia 1.113 unitats fiscals que integraven 2.530,5 persones, la mediana anual d'ingressos fiscals per persona era de 14.805 €.

### Activitats econòmiques
Dels 179 establiments que hi havia el 2007, 2 eren d'empreses extractives, 5 d'empreses alimentàries, 2 d'empreses de fabricació de material elèctric, 6 d'empreses de fabricació d'altres productes industrials, 29 d'empreses de construcció, 50 d'empreses de comerç i reparació d'automòbils, 8 d'empreses de transport, 20 d'empreses d'hostatgeria i restauració, 5 d'empreses d'informació i comunicació, 7 d'empreses financeres, 10 d'empreses immobiliàries, 12 d'empreses de serveis, 16 d'entitats de l'administració pública i 7 d'empreses classificades com a «altres activitats de serveis».
Dels 56 establiments de servei als particulars que hi havia el 2009, 1 era una oficina d'administració d'Hisenda pública, 1 gendarmeria, 1 oficina de correu, 3 oficines bancàries, 1 funerària, 7 tallers de reparació d'automòbils i de material agrícola, 2 autoescoles, 5 paletes, 3 guixaires pintors, 5 fusteries, 6 lampisteries, 2 electricistes, 2 perruqueries, 1 agència de treball temporal, 11 restaurants, 3 agències immobiliàries i 2 salons de bellesa.
Dels 21 establiments comercials que hi havia el 2009, 1 era un supermercat, 1 una botiga de més de 120 m², 1 una botiga de menys de 120 m², 3 fleques, 3 carnisseries, 1 una llibreria, 1 una botiga de roba, 1 una botiga d'equipament de la llar, 1 una sabateria, 1 una botiga de mobles, 1 una botiga de material esportiu, 2 perfumeries, 1 una joieria i 3 floristeries.
L'any 2000 a Saint-Agrève hi havia 55 explotacions agrícoles que ocupaven un total de 1.050 hectàrees.

## Equipaments sanitaris i escolars
El 2009 hi havia 1 hospital de tractaments de curta durada, 1 hospital de tractaments de mitja durada (seguiment i rehabilitació), 1 farmàcia i 1 ambulància.
El 2009 hi havia 1 escola maternal i 2 escoles elementals. Saint-Agrève disposava d'un col·legi d'educació secundària amb 158 alumnes.

## Poblacions més properes
El següent diagrama mostra les poblacions més properes.